# Friedrich Hessing

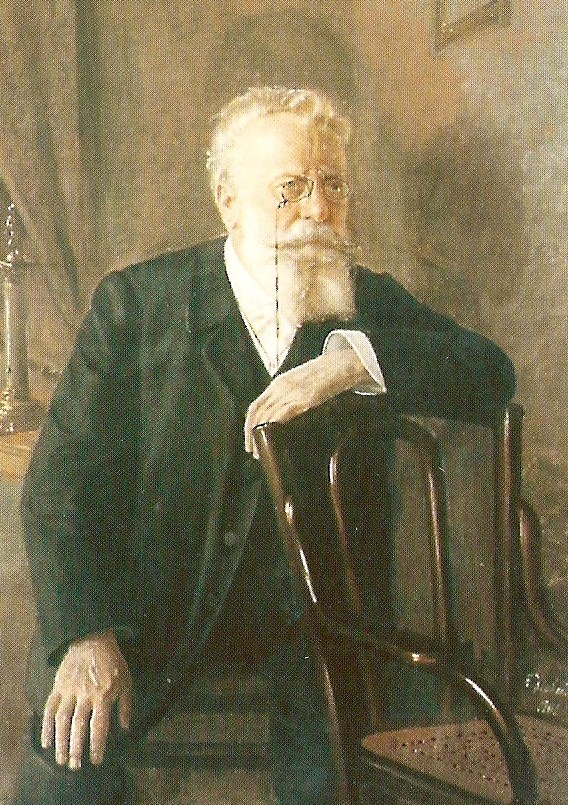
Friedrich von Hessing

Friedrich Hessing, ab 1913 Ritter von Hessing (* 19. Juni 1838 in Schönbronn bei Rothenburg ob der Tauber; † 16. März 1918 in Göggingen bei Augsburg), war ein deutscher Handwerker, Orgelbauer und Pionier auf dem Gebiet der Orthopädietechnik. Er war Besitzer und Leiter der orthopädischen Heilanstalt in Göggingen, des Wildbades Rothenburg, Pächter des Badebetriebes in Bad Kissingen und Bad Bocklet sowie Eigentümer mehrerer Villen in Bad Reichenhall.

## Leben und Wirken

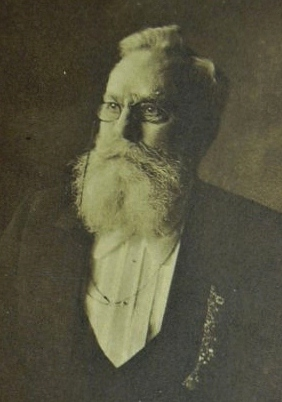
Friedrich von Hessing (Postkarte, etwa 1900)

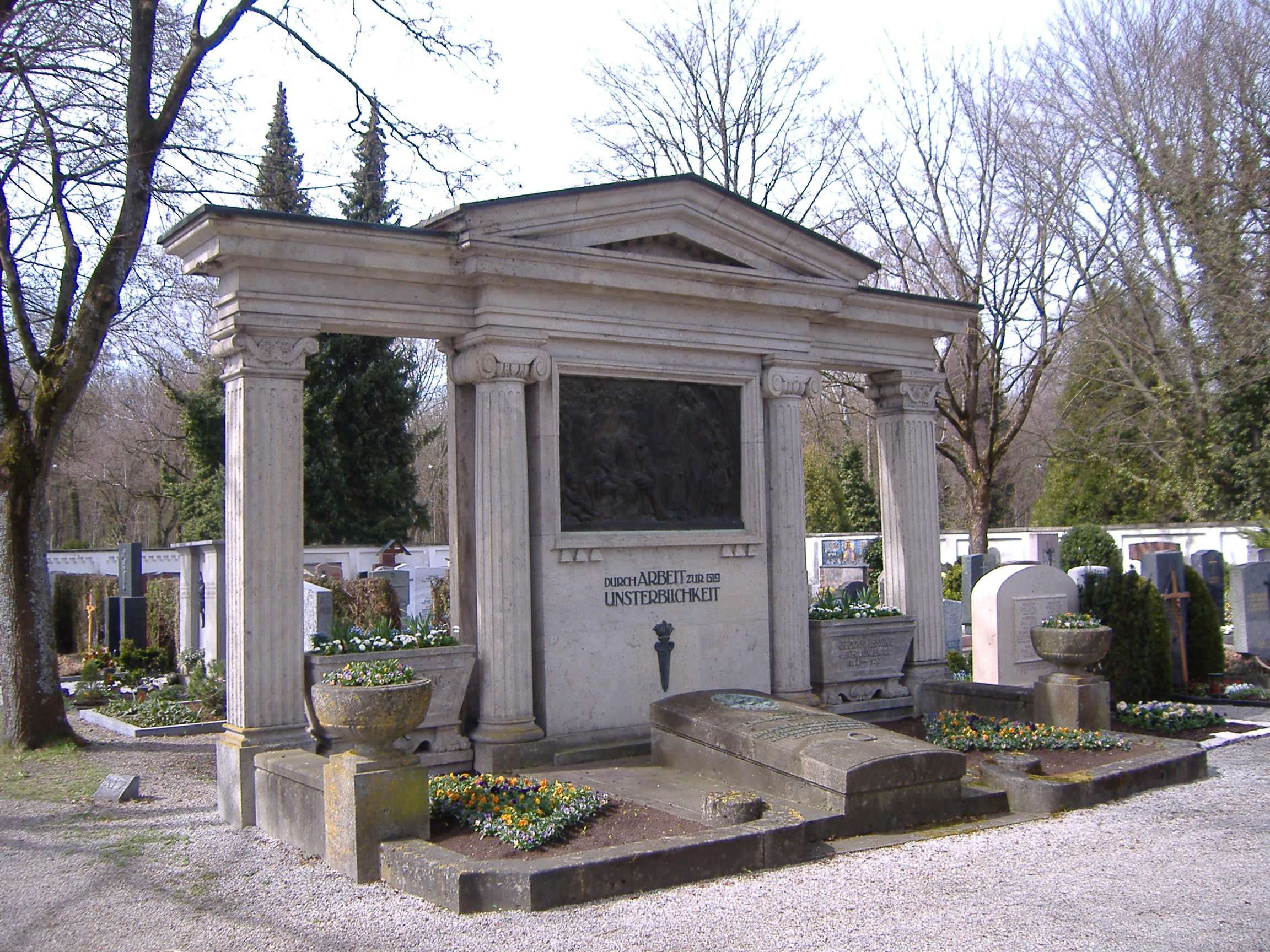
Grabstätte von Hessing, Friedhof Göggingen

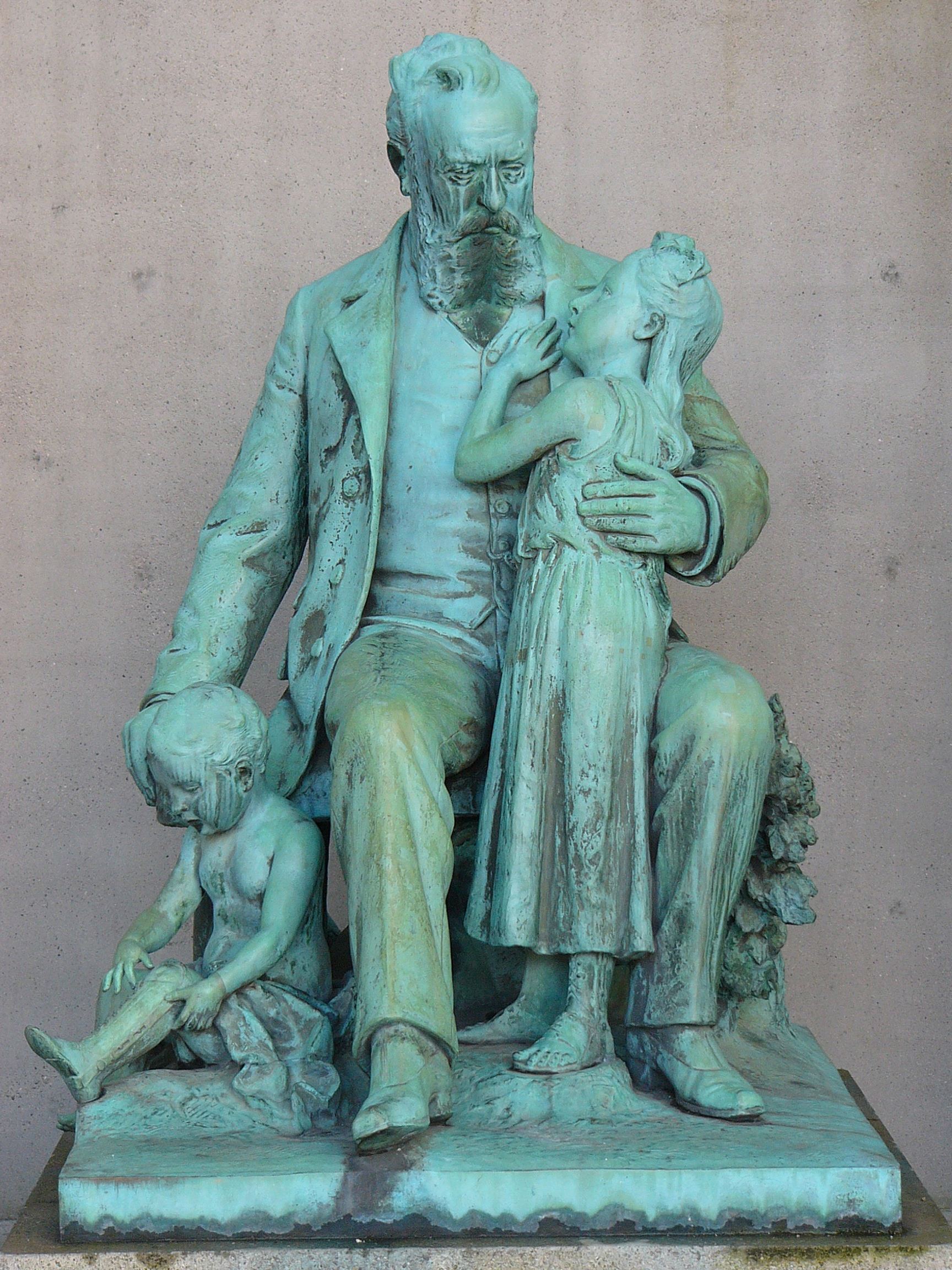
Denkmal von Hessing; Eingang Hessing-Klinik in Göggingen

Friedrich Hessing war das jüngste Kind von Johann Georg Hessing und dessen Ehefrau Maria Barbara, geb. Klee. Der Vater war Bauer und Hafner, die Mutter Hebamme. Sehr bescheiden waren die familiären Verhältnisse:

„Hoch gewachsen war er nicht. Im Gegenteil: Das karge Leben seiner frühen Jugend – das er als 13. Kind armer Häuslerleute… hinter sich brachte – ließen Friedrich Hessing gerademal 1,47 Meter groß werden.“

Die Dorfschule besuchte er bis zur 6. Klasse. 1852 erhielt er sein Schulabgangzeugnis. Hessing ging nach Abschluss der Volksschule zunächst in einer Gärtnerlehre in der Fürst Hohenlohe-Schillingsfürstschen Hofgärtnerei. Nach zwei Jahren brach er die Ausbildung ab und wechselte in das Schreinerhandwerk. Diese schloss er 1857 mit der Gesellenprüfung ab. Als Jungschreiner begann er dann mit zwanzig Jahren in der Orgelbauerfirma Georg Friedrich Steinmeyer in Oettingen und ließ sich hier zum Orgel- und Harmoniumbauer ausbilden. Zwischendurch wurde er 1860 als Infanterist zum Militär eingezogen. Nach Ableistung dieses Pflichtdienstes kehrte er bis 2. Dezember 1861 in die Firma Steinmeyer zurück. Seine Kenntnisse im Harmoniumbau erweiterte er dann bei einer Firma in Stuttgart. Etwa Ende 1862 wechselte er nach Augsburg zum Pianoforte-Hersteller Max Schramm.
Am 8. November 1866 erschien er bei der Meldebehörde in Augsburg und beantragte eine Gewerbelizenz für den Orgelbau. Diese erhielt er auch von der Stadt Augsburg am 1. November ausgehändigt. Seine Geschäftsadresse war in Augsburg die Schwallmühle (Litera A 347). Aus einem Brief vom Juli des gleichen Jahres geht hervor, dass er zu dieser Zeit auch an der Herstellung eines künstlichen Fußes für einen Unterschenkel-Amputierten arbeitete. Im November 1867 bat er die Stadt Augsburg vergeblich um finanzielle Unterstützung, um die Herstellung „orthopädischer Maschinen und künstlicher Gliedmaßen“ als „Geschäftszweig besser kultivieren zu können“. Auch ein Antrag vom 15. Juni 1868 an die Stadt Augsburg, eine orthopädische Heilanstalt gründen zu dürfen wurde abgelehnt. Am 12. September hielt er aber dann eine Genehmigung der Regierung von Schwaben und Neuburg in den Händen; die Eröffnung einer solchen Klinik gab er am 13. Oktober gleichen Jahres in der Tageszeitung bekannt. Darin schrieb er, dass er die Heilung von Gebrechen wie „Verkrümmungen und Verkürzungen von Extremitäten oder des Rumpfes“ in dieser Heilanstalt nur auf mechanischem Weg, unter „Umgehung operativer Eingriffe“ anstrebe. Die Klinik befand sich in Göggingen im Hause des Badebesitzers J. Eggensberger vor dem Jacobsthor. Der Andrang der Patienten war groß, aber die Herstellung heiltechnischer Apparate brachte wenig Geld ein. Der bald als Wunderdoktor bekannte Hessing behandelte dort insgesamt nach eigenen Angaben ca. 60 000 Patienten, unter anderem den Literaten Max Brod, der wegen einer Wirbelsäulenverkrümmung mit dem Hessingkorsett versorgt wurde und den Aufenthalt in Göggingen in seinen Erinnerungen schildert. Aber bis dahin war es noch ein weiter Weg. Das für den Aufbau der orthopädischen Werkstätten, für die Betreuung einer großen Anzahl von Patienten und weiterer Heilanstalten benötigte Geld erwirtschaftete er hauptsächlich aus dem Bau und Verkauf von „Orgeln, Harmoniums, Clavieren und Pianos“. Zur Ergänzung der Heilanstalt ließ Hofrat Friedrich Hessing 1886 nach Plänen des Architekten Jean Keller ein Kurhaus bauen, das heute das einzige erhaltene Multifunktionstheater in Glas- und Gusseisenkonstruktion aus der Gründerzeit ist.
Neben dem Hessingkorsett gehörte vor allem der Schienenhülsenapparat, der insbesondere für die Opfer von Kinderlähmung verwendet wurde, zu Hessings therapeutischen Maßnahmen. Diese Polioorthese kommt – natürlich in leichterer Ausführung – auch heute noch fast unverändert zum Einsatz. Ende des 19. Jahrhunderts baute er die Kuranlage Wildbad Rothenburg in Rothenburg ob der Tauber. Den eigentlichen Durchbruch und das bis heute mit seinem Namen verbundene Ansehen in der Öffentlichkeit erfuhr er 1899 nach der erfolgreichen Behandlung der deutschen Kaiserin Viktoria nach einem Knöchelbruch. Dadurch wurde er mit seinen Hilfeleistungen im Adel und in der internationalen Öffentlichkeit hoffähig, erhielt zahlreiche hohe Ehrungen und wurde 1904 für seine Leistungen mit dem Titel „Königlich-bayrischer Hofrat“ geehrt. Ab 1. Oktober 1900 war Hessing auch Badpächter in Bad Kissingen, wo bis 2011 die „Hessing-Stiftung“ als Betreiberin der örtlichen, seit 1999 nur noch auf dem Papier bestehenden Bäderverwaltungsgesellschaft eingetragen war.
Anlässlich seines Todes schrieb Max Kirmsse:

„Hessings orthopädische Heilanstalten, die im wahrsten Sinne Krüppelheilanstalten sind, befinden sich größtenteils im Dörfchen Göggingen bei Augsburg, wo sie 1868, also vor nunmehr 50 Jahren entstanden sind, nachdem die Stadt Augsburg selbst die Genehmigung zur Niederlassung verweigert hatte. Der Gründer leitete sie bis zu seinem Tode dauernd selbst. Sie, wie die Zweiganstalten in Bad Reichenhall und Rothenburg a. d. Tauber, sind aufs prächtigste und zweckmäßigste eingerichtet… Wenn auch Hessing in erster Linie in seinen Anstalten wohlhabenden Persönlichkeiten diente – sogar die deutsche Kaiserin durfte er zu seinen Patienten zählen – so hat er nach seinen eigenen Angaben jährlich an 60 000 Mark für Heilung armer verkrüppelter Kinder aufgewendet, außerdem verschaffte er gering bemittelten Kranken Gelegenheit, in seinen zahlreichen Betrieben zu arbeiten, um sie dann weiter behandeln zu können.“

„Wie viele außergewöhnliche Menschen, so neigte auch Hessing zur Einseitigkeit des Denkens und des Tuns, wodurch es öfters vorkam, daß er Fremdes teilweise ablehnte, was wiederum zu mancherlei Konflikten Anlaß gab. Rücksichtslos vorwärtsschreitend, wo es galt seine gesteckten Ziele zu erreichen, ist er stets ein einsamer Mann geblieben. Nur zu seinen jüngsten Kranken, den Kindern, fühlte er sich unwiderstehlich hingezogen, weil auch er ein geborener Erzieher war, dem die Erfolge nie mangelten“

Sein Erbe ging in die „Hessing-Stiftung“ über, die noch heute existiert und unter anderem das orthopädische Fachkrankenhaus Hessing-Klinik, eine geriatrische Rehaklinik, die privatärztliche Hessingpark Clinic, ein Rheumazentrum sowie ein Orthopädie- und Schuhtechnikunternehmen und ein Förderzentrum für Kinder und Jugendliche betreibt.

## Ehrungen
Hessing erhielt für sein Lebenswerk vielfache Auszeichnungen, so z. B. bayerische, preußische und sächsische Orden.
- 1904: Ernennung zum Königlich bayerischen Hofrat
- 1913: Ritterkreuz des Verdienstordens der Bayerischen Krone, verbunden mit der Erhebung in den bayerischen persönlichen Adelsstand

Hessing wurde Ehrenbürger von Rothenburg ob der Tauber, Bad Reichenhall, Bad Kissingen (1917) und Schönbronn. Die Gemeinde Göggingen ehrte Hessing mit einem Denkmal nach einem Entwurf des Berliner Bildhauers Eugen Börmel, das am 3. September 1908 enthüllt wurde. Die Bronzestatue zeigt Hofrat Hessing in einem Lehnstuhl sitzend mit einem Mädchen im Arm, während ein zweites Kind zu seinen Füßen sitzt. In Marktbreit wurde ihm zu Ehren am 26. November 2019 eine Gedenktafel enthüllt.
In Bad Reichenhall ist zudem der Hessingsteig nach ihm benannt. In Schillingsfürst und in Bad Kissingen (Von-Hessing-Straße (Bad Kissingen)) wurde Straßen nach Hessing benannt.